# 北京幫
「北京帮」指的是中国共产党内的一个非正式派系，该派系之首脑据信为原中共中央政治局委员、北京市委书记陈希同；其主要成员多在中共北京市委和北京市人民政府的领导岗位或升至中国共产党和中华人民共和国中央政府高层，派系色彩鮮明。1995年4月4日，时任中共北京市委常委、副市长王宝森自杀，陈希同因此被撤职。此后北京帮成员陆续被免职或被调查，并在贾庆林于1997年出任北京市委书记后被上海帮人马全面取代。
「北京帮」一词起初出现在中国大陆以外的媒体和政治类网站上，专指中国共产党内的一股政治势力派别。「北京帮」一词在中国大陆鲜被媒体公开提及。

## 北京帮成员
- 陈希同——中共中央政治局委员、中共北京市委书记、国务委员、北京市市长——判有期徒刑16年
- 王宝森——中共北京市委常委、北京市副市长、北京市计划委员会党组书记[5]——自杀身亡
- 陈小同——陈希同之子、北京市中日合资新世纪饭店总经理——判有期徒刑12年
- 王小贝——北京市委办公厅副主任、北京市委副秘书长
- 陈健——北京市委书记、市长陈希同的秘书——判有期徒刑15年
- 闫振利——北京市副市长王宝森的秘书——判有期徒刑7年
- 高启明——北京市农委副书记、北京发展（香港）有限公司董事长——案发后逃往国外
- 李敏——北京市委副书记李其炎的秘书
- 何世平——北京市副市长黄超的秘书——判有期徒刑16年
- 刘歧——北京市房改办主任
- 铁英——北京市政府秘书长、市人大副主任——判有期徒刑15年
- 段爱华——北京市政府秘书长铁英的秘书——判有期徒刑5年
- 黄纪诚——北京市市政管理委员会主任、市长助理、北京市政协副主席——判有期徒刑10年
- 李怀伟——北京市市财政局副局长、国有资产管理局局长
- 孔秋兰——北京市财政局办公室主任
- 刘金生——北京市延庆县委书记
- 王伟光——北京市京华投资公司总经理

### 引用
1. ↑  .   [2018-02-17]. （原始内容存档于2018-02-18）.
2. ↑  .   [2018-02-17]. （原始内容存档于2018-02-18）.
3. ↑  .   [2019-06-15]. （原始内容存档于2019-05-27）.
4. ↑  《失去鄧小平的中國》第一章 邓小平不在的现实  第28、29页

### 书籍
- 小島朋之 著 ：《失去鄧小平的中國》，大展出版社有限公司，1996年10月 ISBN：9575576330